# HC Fassa
HC Fassa er en ishockeyklub fra Canazei i Trentino i Italien. De spiller i Serie A, som er den øverst rangerede ishockeyliga i Italien.
Klubben er etableret som Hockey Club Canazei i 1955. Klubbens hjemmebane er Stadio del Ghiaccio Gianmario Scola, hvor der er plads til 3.500 tilskuere.

## Notable spillere
- Frank Doyle
- Owen Fussey
- Alexander Gschliesser
- Bob Manno
- Robert Schnabel
- Brad Snetsinger
- Igor Vyazmikin